# 居斯特罗县
居斯特罗县（Landkreis Güstrow）是德国梅克伦堡-前波美拉尼亚州中部曾经的一个县，县治居斯特罗。
在2011年梅克伦堡-前波美拉尼亚州的县改革中，居斯特罗县和巴特多伯兰县合并为罗斯托克县，县治居斯特罗。

## 地理
居斯特罗县北面与巴特多伯兰县，东北面与北前波美拉尼亚县，东面与代明县，南面与米利茨县，西南面与帕尔希姆县，西面与西北梅克伦堡县相邻。